# Ducado del Arco
El ducado del Arco es un título nobiliario español creado por el rey Felipe V, con grandeza de España de 1.ª clase y mediante real decreto del 26 de abril de 1715, a favor de Alonso Fernández Manrique de Lara-Solís y Silva.
El real despacho de creación no fue expedido hasta el 7 de diciembre de 1770, por el rey Carlos III, en favor de Francisco de Asís Lasso de la Vega y Manrique, sobrino nieto del concesionario, V conde de Puertollano, I de Montehermoso y X marqués de Miranda de Anta.
El concesionario era señor de la antigua villa de Arquillo, que por el tiempo en que se creó el ducado pasó a llamarse el Arco, y hoy es una aldea del municipio extremeño de Cañaveral, en la provincia de Cáceres.

## Lista de titulares
|                       | Titular                                         | Periodo               |
| Creación por Felipe V | Creación por Felipe V                           | Creación por Felipe V |
| --------------------- | ----------------------------------------------- | --------------------- |
| I                     | Alonso Fernández Manrique de Lara-Solís y Silva | 1715-1737             |
| II                    | Francisco de Asís Lasso de la Vega y Manrique   | 1770-1805             |
| III                   | María Vicenta de Solís Wignancourt              | 1805-1840             |
| IV                    | María Pilar Osorio y Gutiérrez de los Ríos      | 1848-1917             |
| V                     | Manuel Falcó y Álvarez de Toledo                | 1917 – 1951           |
| VI                    | Manuel Falcó y Anchorena                        | 1951-1958             |
| VII                   | Mercedes Falcó y de Anchorena                   | 1958-actual titular   |

## Historia de los duques del Arco
- Alonso Fernández Manrique de Lara-Solís y Silva (1672-28 de marzo de 1737),  I duque del Arco, grande de España,[3] VIII conde de Fuensaldaña,[4] IV conde de Montehermoso, XII vizconde de Altamira,[5] señor de las villas de Arquillo, Galisteo, Pasarón, Torremenga, Baños, Sagrejas, Malpartida y otras, alcaide perpetuo del castillo de Casarabonela en Málaga, caballero de la Orden del Toisón de Oro, de la Orden de Alcántara, de la Orden de Santiago y de la Orden Militar del Espíritu Santo, caballerizo mayor y gentilhombre de cámara con ejercicio.[4] Era hijo de Pedro Manrique de Lara y Vivero, señor de Arquillo y caballero de la Orden de Santiago, y de Antonia de Silva y Vicentelo de Toledo.[4]

Casó, en 31 de julio de 1695, con María Ana Enríquez de las Casas y Cárdenas, XVI condesa de la Puebla del Maestre, II de Montenuevo de Río Leza y X marquesa de Bacares. Sin descendencia. Le sucedió el 25 de octubre de 1770 su sobrino nieto.
- Francisco Lasso de la Vega y Manrique (m. 8 de noviembre de 1805), II duque del Arco,[3][1] conde de Puertollano, V conde de Montehermoso, marqués de Miranda de Anta, gran cruz de la Orden de Carlos III.

Contrajo matrimonio con Teresa de Silva y Rabatta, hija de Fernando de Meneses Silva, XIII conde de Cifuentes, III marqués de Alconchel. Le sucedió su nieta.

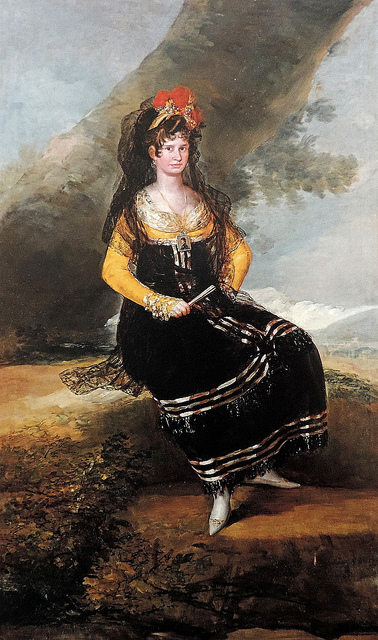
María Vicenta de Solís y Wignancourt, III duquesa del Arco (c. 1803), por Goya

- María Vicenta de Solís y Wignancourt (m. 4 de junio de 1840), III duquesa del Arco,[3][1] VI duquesa de Montellano,[3] XI marquesa de Miranda de Anta, VII marquesa de Pons, V condesa de Saldueña, V condesa de Frigiliana, VIII condesa de Puertollano, VII condesa de Montehermoso y XV vizcondesa de Altamira.[6]

Se casó con Carlos José Gutiérrez de los Ríos, I duque de Fernán Núñez, VI marqués de Castel-Moncayo, XX marqués de Alameda, XI conde de Barajas, IV marqués de Villanueva de las Achas. En el ducado del Arco le sucedió, el 21 de diciembre de 1848, su nieta, hija de Felipe María Osorio y de la Cueva, conde de Cervellón, de Barajas y de Elda, y de Francisca Gutiérrez de los Ríos y Solís, II duquesa de Fernán Núñez.
- María Pilar Loreto Osorio y Gutiérrez de los Ríos (Madrid, 10 de diciembre de 1829-Namur, 1 de septiembre de 1921), IV duquesa del Arco,[3] VII de Montellano, III de Fernán Nuñez,[7] XXI marquesa de Alameda, VI marquesa de la Mina,[9] etc.[8]

Contrajo matrimonio con Manuel Falcó y d’Adda, marqués de Almonacid de los Oteros. Cedió el título a su nieto.
- Manuel Falcó y Álvarez de Toledo (m. 8 de diciembre de 1936), V duque del Arco,[1][3] III duque de Fernán Nuñez,[7] conde de Puertollano, conde de Montehermoso, marqués de Miranda de Anta, VIII conde de Saldueña, III marqués de Alameda, XIII conde de Barajas, VIII marqués de la Mina]],[9] XI conde de Cervellón, marqués de Almonacid de los Oteros, conde de Anna, marqués de Castel-Moncayo, duque de Bivona, conde de Xiquena, señor de la Higuera de Vargas.

Se casó con María de las Mercedes Anchorena y Uriburu, Le sucedió su hijo.
- Manuel Falcó de Anchorena, VI duque del Arco,[1] VI duque de Fernán Núñez[7][11] y IX marqués de la Mina.[9]

Se casó el 29 de mayo de 1986 con María Cristina Ligués Creus. En 1958 cedió el título a su hermana.
- Mercedes Falcó de Anchorena, VII duquesa del Arco,[12][1] marquesa de Noguera.[13]

Se casó el 12 de junio de 1954 con Fernando de Soto y Colón de Carvajal (m. 6 de febrero de 2001), XIV marqués de Arienzo, V conde de Puerto Hermoso.